# Tipula (Bellardina) cydippe
Tipula (Bellardina) cydippe is een tweevleugelige uit de familie langpootmuggen (Tipulidae). De soort komt voor in het Neotropisch gebied.